# Motori Chrysler Pentastar
I motori Chrysler Pentastar sono una famiglia di propulsori alternativi sviluppati dall'omonimo gruppo automobilistico americano. Hanno fatto il loro debutto nel 2011 su alcuni modelli Chrysler, Dodge e Jeep.

## Caratteristiche

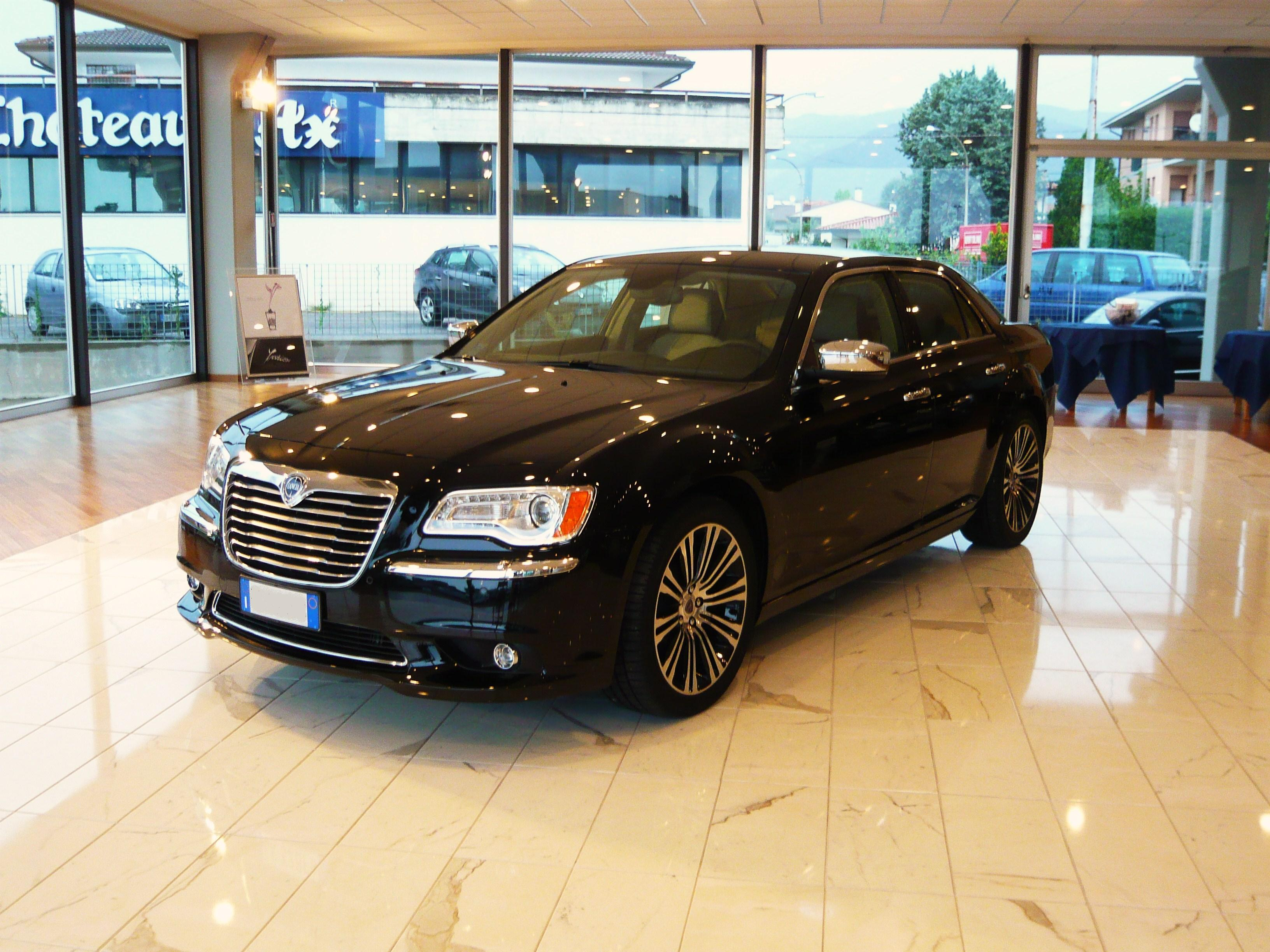
Lancia Thema equipaggiata con un 3.6 Pentastar

Sono prodotti in diverse cilindrate, presentano un'architettura a 6 cilindri a V con angolo di 60° tra le bancate, e sia il monoblocco che la testa sono in lega di alluminio.
La distribuzione, con 24 valvole a fasatura variabile sia sul lato aspirazione che lato scarico, presenta doppi alberi a camme in testa azionati da catene metalliche silenziose.
Possono essere alimentati anche con Etanolo E85 e con benzina a 87 ottani, supportano la disattivazione dei cilindri.
La recente progettazione ha permesso di adottare accorgimenti tipici dei propulsori di ultima generazione per la riduzione dei consumi e delle emissioni inquinanti. La Lancia Thema equipaggiata col propulsore 3.6 286 CV ha un consumo medio nel misto di 9,4 l/100 km.

## Veicoli
I motori Pentastar sono adottati dai seguenti modelli:
- Chrysler 200
- Chrysler 300
- Chrysler Pacifica (2016)
- Chrysler Voyager
- Dodge Challenger
- Dodge Charger
- Dodge Durango
- Dodge Journey
- Fiat Freemont
- Jeep Gladiator (2019)
- Jeep Grand Cherokee
- Jeep Wrangler
- Lancia Thema
- Lancia Voyager
- Ram 1500
- Ram ProMaster